# The Mining Journal

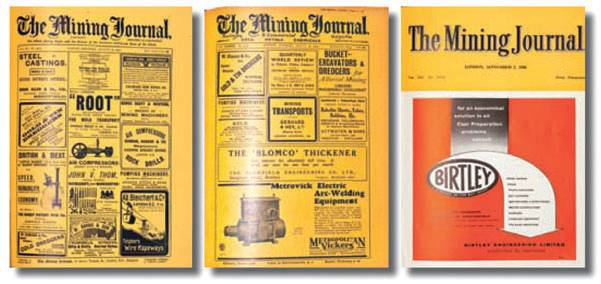
Раннє видання Mining Journal.

Гірничий журнал (англ. The Mining Journal) — один з найстаріших фахових гірничих журналів світу. Охоплює глобальні гірничодобувні інвестиції, фінанси та бізнес.

## Витоки
The Mining Journal був заснований у 1835 р. в Лондоні під назвою Mining Journal and Commercial Gazette. У 1860 він був перейменований на Mining Journal, Railway and Commercial Gazette, а з 1910 має назву Mining Journal. У перші роки «Гірничого журналу», коли він був відомий як «Гірничий журнал та комерційна газета», він вміщував інформацію про цілий ряд предметів — від гірничої, машинобудівної та металургійної галузі до новин елементів та історії загального інтересу. Увага приділялася також гірничій термінології, інформації про всі відомі шахтні аварії.
У 1935 р., на свій столітній ювілей журнал розпочав готувати річний огляд видобутку корисних копалин, а в 1990-х роках розширюється шляхом запуску окремих оглядів World Tunneling, GeoDrilling International, Mining Environmental Management (зараз 'Mining People and the Environment)
"
З 2008 журнал належить австралійській компанії Aspermont.